# Terra Australis

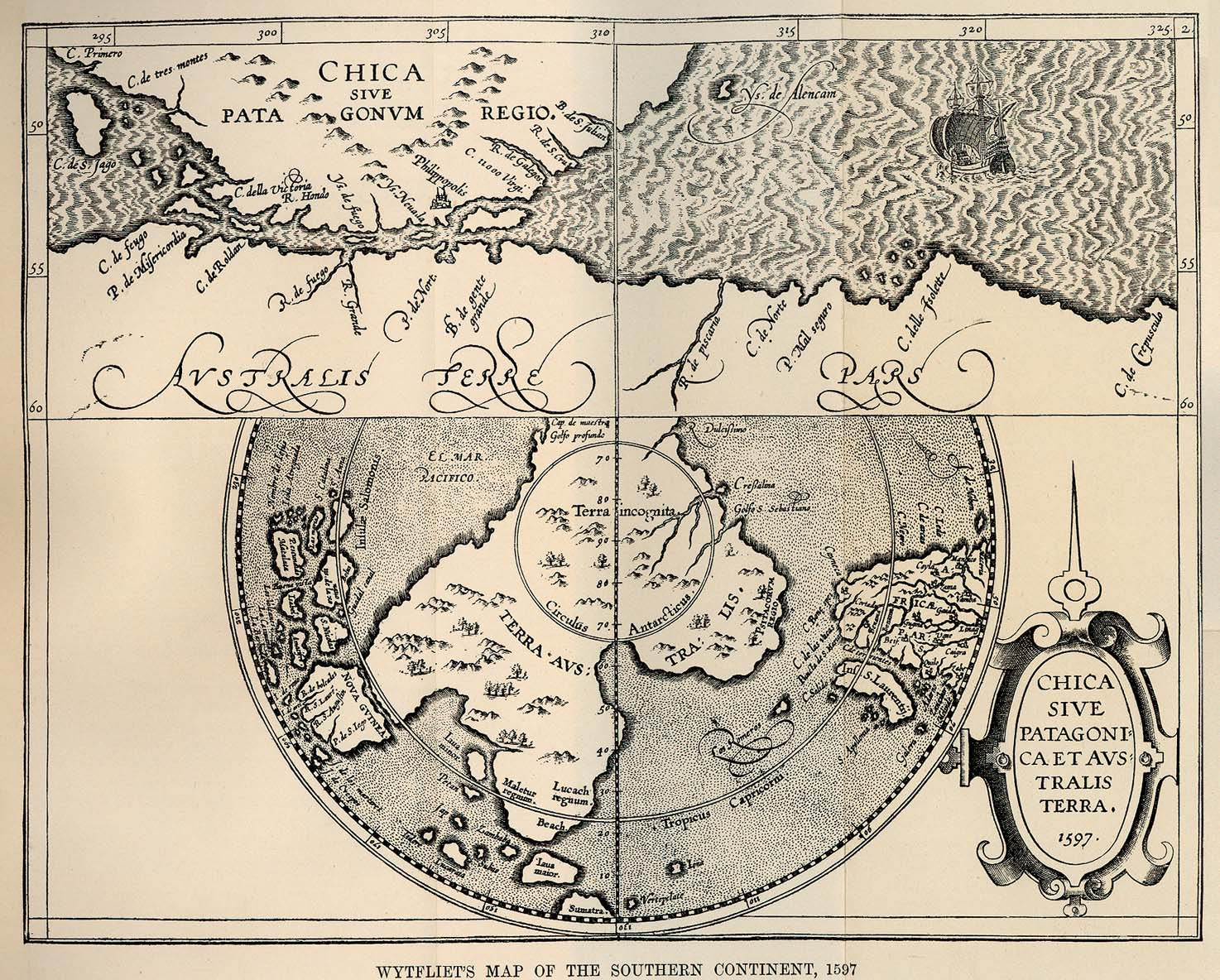
Hypothetische Darstellung der Terra Australis in einer Karte von Cornelius Wytfliet aus dem Jahr 1597

Terra Australis (lat. terra „Erde, Land“; australis „südlich“) ist die Bezeichnung eines in der Antike postulierten, hypothetischen Südkontinentes. Geprägt hat den Namen Claudius Ptolemäus (100–175) in seinem Werk Geographike Hyphegesis. Er ging davon aus, dass die bekannten Landmassen im Norden durch eine entsprechend große auf der anderen Seite der Erde (Terra australis incognita; altgr.: ἄγνωστος γῆ, ágnōstos gê „unbekanntes Land“) ausbalanciert sein müsste. Er nahm dabei an, dass diese hypothetische südliche Landmasse mit Afrika über einen Isthmus verbunden sei, so dass alle Meere von Land umgeben wären.

## Fiktiver Südkontinent

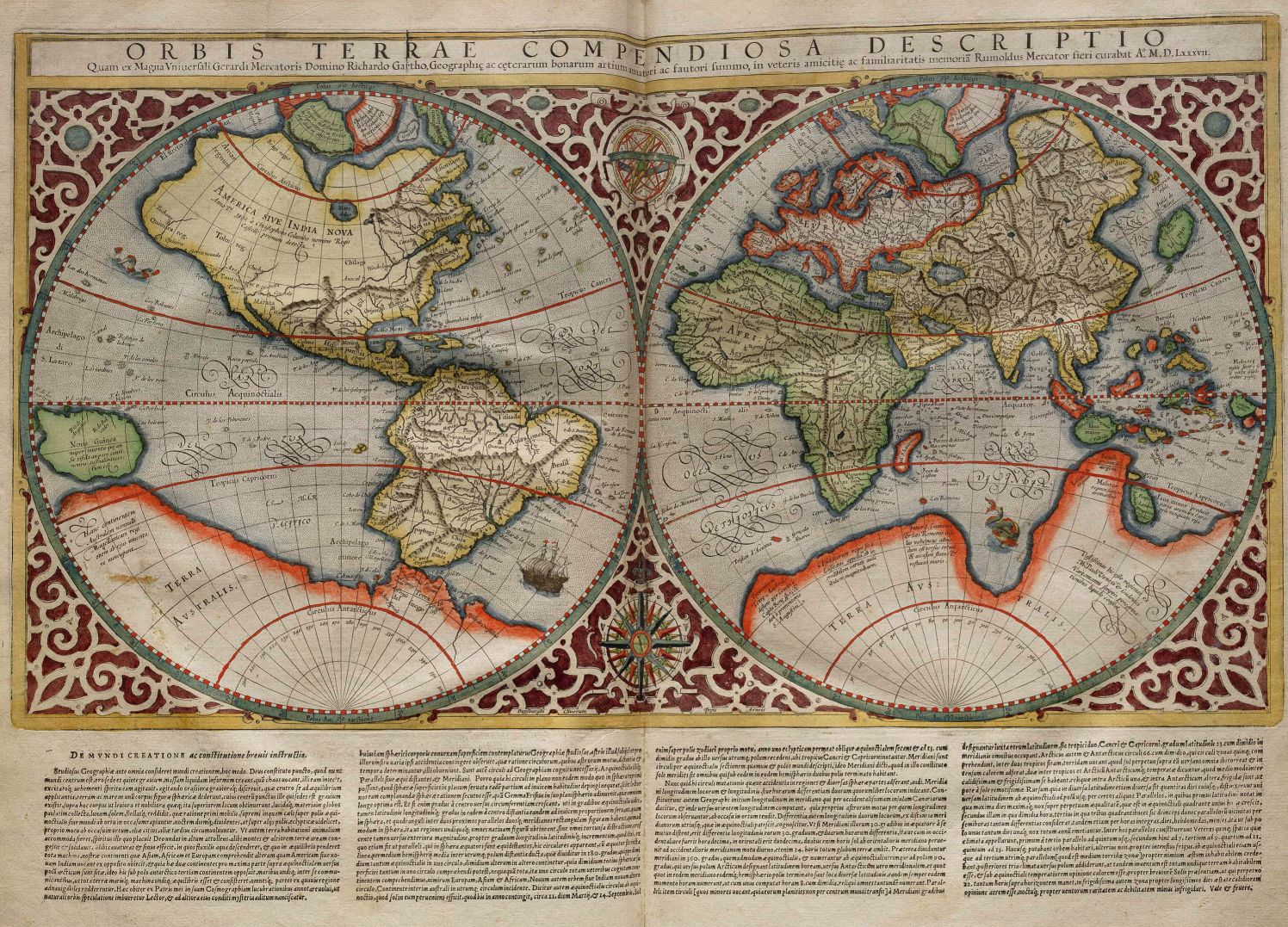
Weltkarte des Rumold Mercator von 1587 mit dem Südkontinent Terra Australis

Antike und mittelalterliche Kartografen trugen daher in ihre Weltkarten einen fiktiven Südkontinent ein, der sich vom Indischen Ozean bis zum Südpol erstreckte. Manche versahen diese Landmasse noch mit Eintragungen von erfundenen Gebirgen und Flüssen und oft auch mit Fabelwesen. Der damaligen Vorstellung nach handelte es sich um einen Kontinent mit angenehmem, warmem Klima, reichen Bodenschätzen und einer zivilisierten Bevölkerung, zu der man Handelsbeziehungen aufbauen könnte (siehe auch Kerguelen).
Gegen Ende des Mittelalters wandte sich das Interesse, hervorgerufen durch die großen Entdeckungsfahrten, wieder verstärkt der These von der Existenz eines riesigen, sagenhaften Südkontinents zu. So glaubte Magellan, mit der Magellanstraße 1520 die Durchfahrt zwischen Amerika und dem Südkontinent entdeckt zu haben, weshalb der mutmaßliche Südkontinent in der Folgezeit auch als Magallanica oder Magellanica bezeichnet wurde. Francis Drake bewies jedoch auf seiner Weltumsegelung 1577–80, dass die Magellanstraße kein Kanal zwischen zwei Kontinenten ist: Südlich Südamerikas entdeckte er zahlreiche Inseln, und als er schließlich Kap Hoorn erreichte, erstreckte sich vor ihm nur noch die offene See.
Tatsächlich befand sich jedoch weiter südlich noch eine größere Landmasse – Antarktika, das 1820 entdeckt wurde, jedoch deutlich kleiner ausfiel als der lange Zeit angenommene Südkontinent.

## Entdeckungsfahrten rund um Australien
Am 3. Mai 1606 erreichte Pedro Fernández de Quirós die Neuen Hebriden (heute Vanuatu). Eine dieser Inseln, Espiritu Santo, erschien ihm derart groß, dass er mutmaßte, es könnte sich hierbei um den legendären Südkontinent terra australis incognita handeln. Er nannte die Insel daraufhin La Austrialia del Espiritu Santo („das Südland des Heiligen Geistes“). Hier gründete er die Kolonie Nova Jerusalem.
Auch Abel Tasman glaubte zunächst, das unbekannte Südland finden zu können, als er 1642 für die Niederländische Ostindien-Kompanie auf Erkundungsfahrt zur 1619 gesichteten Terra incognita (Westaustralien) aufbrach. Auf seiner Seeroute rund um Australien bewies er aber stattdessen, dass dieser Kontinent sich bei weitem nicht bis zum Südpol erstreckt.
Charles Bouvet hielt stattdessen die von ihm 1739 gesichtete Bouvetinsel im südlichen Atlantik für einen Teil des Südkontinents. Alexander Dalrymples Schriften und Überzeugung waren der Anlass, James Cook die Gebiete um den 60. Breitengrad Süd genauer erforschen zu lassen. Erst Cook zeigte 1772 mit seiner Umrundung der Antarktis, dass Indischer und Pazifischer Ozean ineinander übergehen und die Landmasse erheblich kleiner sein muss, also die postulierte Terra Australis nicht existiert.
Dies und die Einbürgerung des Namens Australien sind wohl die Gründe, dass Antarktika, als einzig echter Anwärter, schließlich mit einem anderen Namen bedacht wurde.